# Hemerocoetes

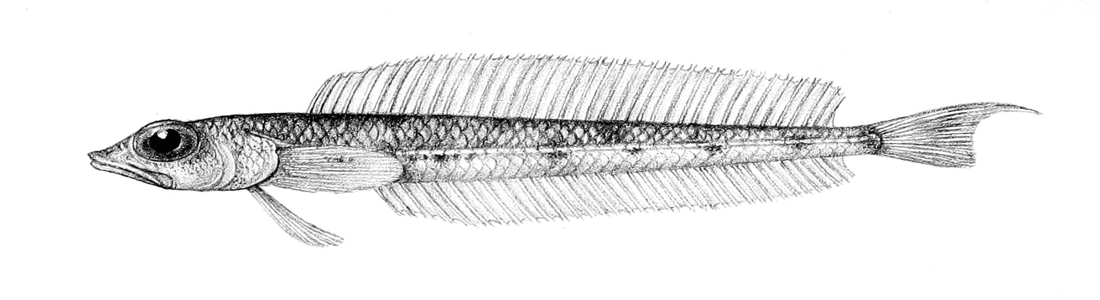
Hemerocoetes macrophthalmus (il·lustració del 1914)

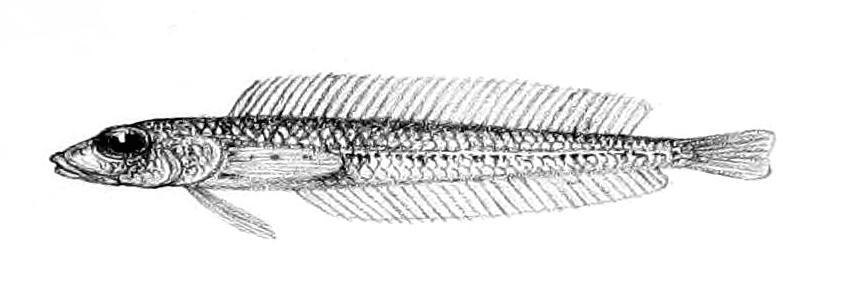
Hemerocoetes pauciradiatus (il·lustració del 1914)

Hemerocoetes és un gènere de peixos de la família dels percòfids i de l'ordre dels perciformes.

## Etimologia
Hemerocoetes prové del mot grec hemerokoites (una mena de peix).

## Descripció
Aletes dorsal i anal allargades, la primera amb 36-43 radis i la segona amb 33-42. Aletes pectorals i anal amb radis ramificats (els de la dorsal no són ramificats, llevat d'Hemerocoetes macrophthalmus). Aleta caudal amb 10 radis principals (8 ramificats). Gairebé sempre 7 radis branquiòstegs. Escates cicloides. Línia lateral amb 44-52 escates. Barbeta a l'extrem de la mandíbula superior en els mascles madurs (tret d'Hemerocoetes monopterygius). Mandíbules gairebé iguals o la mandíbula superior és lleugerament més llarga que la inferior. En general, els maxil·lars romanen ocults quan la boca no és oberta. Dents còniques i curtes al vòmer, absents als palatins. Orificis nasals petits. 44-50 vèrtebres. A diferència de tots els altres percòfids, aquest gènere no presenta dues aletes dorsals separades sinó que només en té una.

## Distribució geogràfica
Es troba al Pacífic sud-occidental: és un endemisme de Nova Zelanda, incloent-hi les illes Chatham.

## Taxonomia
- Hemerocoetes artus (Nelson, 1979)[5]
- Hemerocoetes macrophthalmus (Regan, 1914)[18]
- Hemerocoetes monopterygius (Schneider, 1801)[19][20]
- Hemerocoetes morelandi (Nelson, 1979)[5]
- Hemerocoetes pauciradiatus (Regan, 1914)[18][21][22][23][24][25][26][27][28][29][30]

## Cladograma
| Hemerocoetes | \| \| Hemerocoetes artus \| \| \| \| \| \| Hemerocoetes macrophthalmus \| \| \| \| \| \| Hemerocoetes monopterygius \| \| \| \| \| \| Hemerocoetes morelandi \| \| \| \| \| \| Hemerocoetes pauciradiatus \| \| \| \| |
|              | \| \| Hemerocoetes artus \| \| \| \| \| \| Hemerocoetes macrophthalmus \| \| \| \| \| \| Hemerocoetes monopterygius \| \| \| \| \| \| Hemerocoetes morelandi \| \| \| \| \| \| Hemerocoetes pauciradiatus \| \| \| \| |
|              | Acanthaphritis |
|              | |
|              | Bembrops |
|              | |
|              | Chrionema |
|              | |
|              | Dactylopsaron |
|              | |
|              | Enigmapercis |
|              | |
|              | Matsubaraea |
|              | |
|              | Osopsaron |
|              | |
|              | Percophis |
|              | |
|              | Pteropsaron |
|              | |
|              | Squamicreedia |
|              | |
|              | Hemerocoetes artus |
|              | |
|              | Hemerocoetes macrophthalmus |
|              | |
|              | Hemerocoetes monopterygius |
|              | |
|              | Hemerocoetes morelandi |
|              | |
|              | Hemerocoetes pauciradiatus |
|              | |

|  | Hemerocoetes artus          |
|  |                             |
|  | Hemerocoetes macrophthalmus |
|  |                             |
|  | Hemerocoetes monopterygius  |
|  |                             |
|  | Hemerocoetes morelandi      |
|  |                             |
|  | Hemerocoetes pauciradiatus  |
|  |                             |

## Estat de conservació
Hemerocoetes monopterygius n'és l'única espècie que apareix a la Llista Vermella de la UICN a causa de la seua pesca incidental per part de les xarxes d'arrossegament de gambes, però és improbable que això constitueixi una greu amenaça per a aquesta espècie.